# Sinistral y dextral
Sinistral y dextral, en algunos campos científicos, son los dos tipos de quiralidad ("orientación de la mano") o dirección relativa. 
Los términos se derivan de las palabras latinas para "izquierda" (sinister) y "derecha" (dexter). 
Otras disciplinas tienen términos diferentes (como dextrógiro y levógiro en química, o en el sentido de las agujas del reloj y en sentido contrario a las agujas del reloj en física) o simplemente se usa izquierda y derecha (como en anatomía). 
La dirección relativa y la quiralidad son conceptos distintos. La dirección relativa es desde el punto de vista del observador. Un objeto completamente simétrico tiene un lado izquierdo y otro derecho, desde el punto de vista del observador, si se definen la parte superior e inferior y la dirección de observación. Sin embargo, la quiralidad es independiente del observador: no importa cómo se mire una rosca de tornillo que gira a la derecha, sigue siendo diferente de una rosca de tornillo que gira a la izquierda. Por lo tanto, un objeto simétrico tiene direcciones sinistrales y dextrales definidas arbitrariamente por la posición del observador, mientras que un objeto que tiene quiralidad puede tener direcciones sinistrales y dextrales definidas por las características del objeto, sin importar la posición del observador. 

## Geología

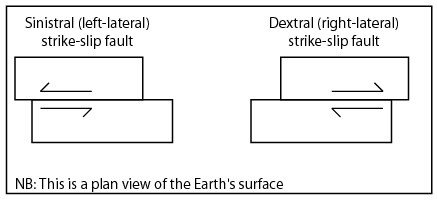
Ilustración esquemática de los dos tipos de fallas de deslizamiento. La vista es de la superficie de la tierra desde arriba.

En geología, los términos sinistral y dextral se refieren a la componente horizontal del movimiento de los bloques a cada lado de una falla o al sentido del movimiento dentro de una zona de corte￼￼. Estos son términos de dirección relativa, ya que el movimiento de los bloques se describe de uno respecto al otro cuando se ven desde arriba. El movimiento es sinistral (a la izquierda) si el bloque en el otro lado de la falla se mueve hacia la izquierda, o si a horcajadas en la falla, el lado izquierdo se mueve hacia el observador. El movimiento es dextral (a la derecha) si el bloque en el otro lado de la falla se mueve hacia la derecha, o si a horcajadas sobre la falla, el lado derecho se mueve hacia el observador.

## Biología

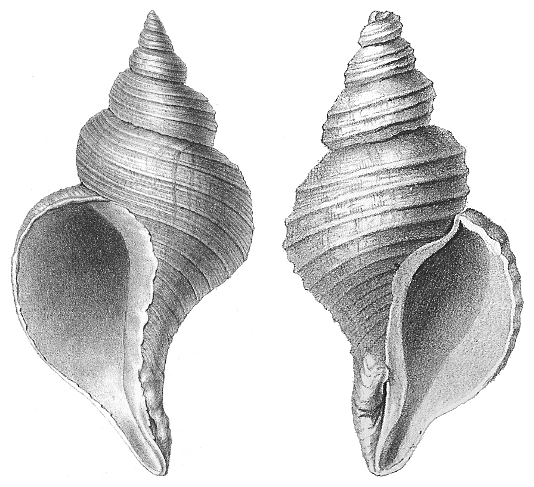
Izquierda: caracola normalmente sinistral (a la izquierda) de la Neptunea angulata,especie del hemisferio sur
Derecha: la caracola normalmente dextral (a la derecha) de la Neptunea despecta, que se encuentra principalmente en el hemisferio norte

### Gasterópodos
Debido a que las caracolas de los gasterópodos son asimétricas, poseen una cualidad llamada quiralidad, la "disposición" de una estructura asimétrica. 
Más del 90% de las especies de gasterópodos tienen conchas con arrollamientos dextrales (a la derecha). Una pequeña minoría de especies y géneros son casi siempre sinistrales (a la izquierda). Muy pocas especies muestran una mezcla uniforme de individuos dextrales y sinistrales (por ejemplo, Amphidromus perversus). 

### Peces planos
La característica más obvia de los peces planos, aparte de su planitud, es la asimetría motivada porque ambos ojos están en el mismo lado de la cabeza en el pez adulto. En algunas familias de peces planos, los ojos están siempre en el lado derecho del cuerpo (peces planos dextrales o de ojo derecho), y en otras, están siempre en el lado izquierdo (peces planos sinistrales o de ojo izquierdo). Los fletanes primitivos incluyen números iguales de individuos del lado derecho e izquierdo, y son generalmente más simétricos que otras familias.